# Terry Kelly (cầu thủ bóng đá người Anh)
Terence William John Kelly (16 tháng 1 năm 1932 - 2 tháng 8 năm 2007) là một cầu thủ bóng đá người Anh, từng thi đấu cho Vauxhall Motors, Luton Town, Dunstable Town và Cambridge City. Ông thi đấu 150 trận cho The Hatters từ năm 1950 đến năm 1963, ghi một bàn thắng.